# USS Opponent (AM-269)
USS Opponent (AM-269) – trałowiec typu Admirable służący w United States Navy w czasie II wojny światowej. Służył na Atlantyku, następnie na północnym Pacyfiku.
Stępkę okrętu położono 21 września 1942 w stoczni Gulf Shipbuilding Co. w Chickasaw (Alabama). Zwodowano go 12 czerwca 1943, matką chrzestną była żona H. Keya Jr. Jednostka weszła do służby 18 lutego 1944, pierwszym dowódcą został Lt. J. D. Seay, Jr., USNR.
Brał udział w działaniach II wojny światowej. Sprzedany w 1961.